# Ohmbach (Glan)
Der Ohmbach ist ein 16,6 km langer linker Nebenfluss des Glans in der Westpfalz in Rheinland-Pfalz.

## Name
Der gleichnamige Ort Ohmbach wurde im Jahr 977 als Ouenbach erstmals schriftlich genannt. Das Bestimmungswort leitet sich vom althochdeutschen Personennamen Ovo (Genitiv Oven-) ab.

## Geographie

### Verlauf

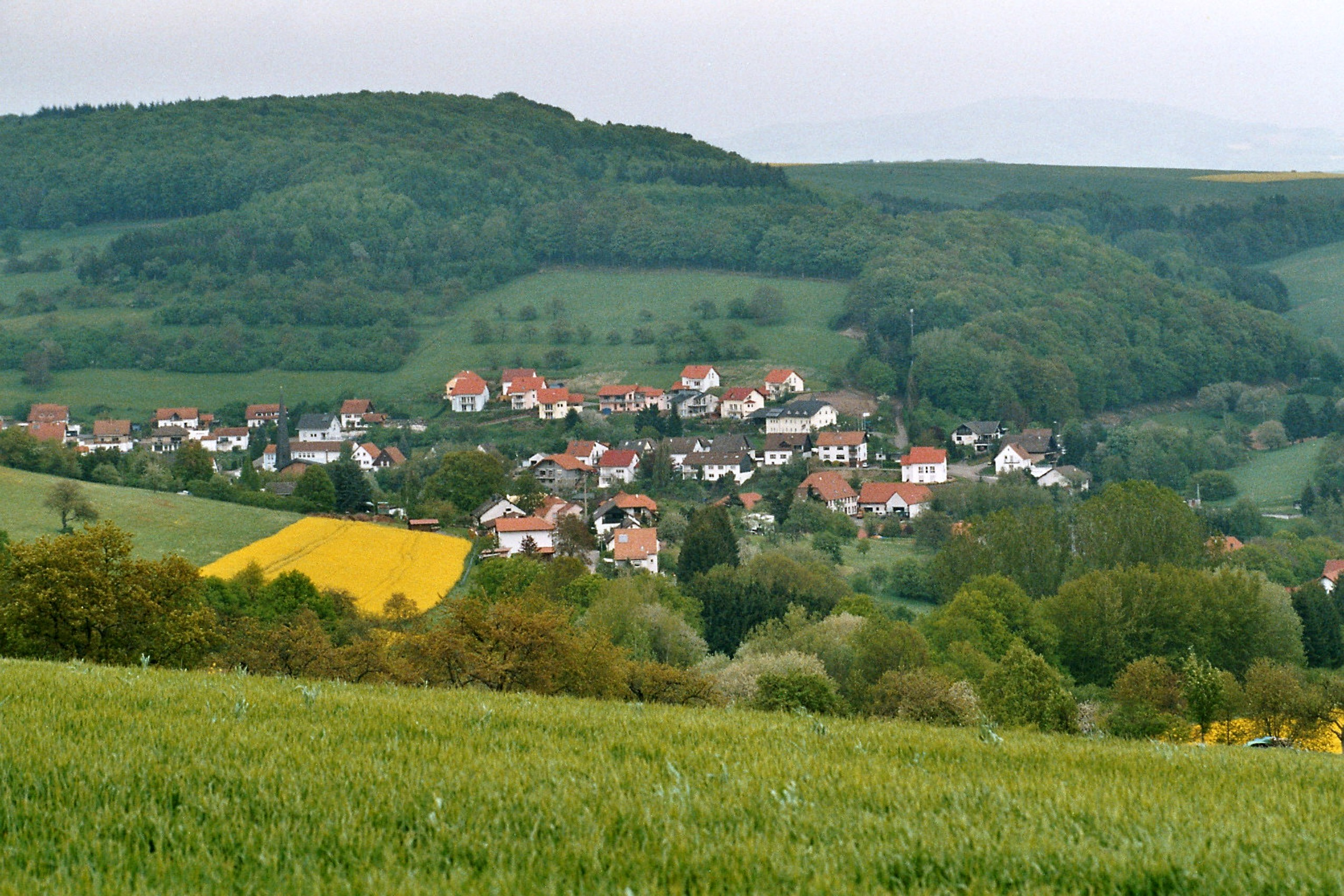
Gemeinde Ohmbach am gleichnamigen Gewässer

Der Ohmbach entspringt in den südwestlichen Ausläufern des Nordpfälzer Berglands auf der Gemarkung von Selchenbach ungefähr 1,5 km nordwestlich von Langenbach auf einer Höhe von etwa 399 m. Von hier aus fließt der Bach vorrangig nach Südosten, dabei ändert sich die Flussrichtung zwischen Nordost und Süd.
Auf seinem Weg nach Südosten durchfließt der Ohmbach zunächst vier kleine Stauweiher. Schließlich erreicht er die Moorniederung des Landstuhler Bruchs und speist dann den 1500 m langen und bis 250 m breiten Ohmbachsee zwischen Schönenberg-Kübelberg und Gries. Nach dem Austritt am Ostende des Sees knickt der Ohmbach nach Nordosten ab und mündet nach etwa 1,5 km Flussstrecke östlich von Gries auf 221 m Höhe linksseitig in den Glan.
Auf seinem 16,6 km langen Weg überwindet der Bach einen Höhenunterschied von 178 m, was einem mittleren Sohlgefälle von 11 ‰ entspricht. Der Ohmbach entwässert ein Einzugsgebiet von 37,868 km² über Glan, Nahe und Rhein zur Nordsee.

### Zuflüsse
Dem Ohmbach fließen zahlreiche kurze Nebenflüsse zu. Stärkster von ihnen ist der 3,6 km lange Krottelbach, dessen Einzugsgebiet eine Größe von 4,723 km² hat.
Im Folgenden werden die Nebenflüsse des Ohmbachs in der Reihenfolge von der Quelle zur Mündung genannt, die von der Wasserwirtschaftsverwaltung Rheinland-Pfalz geführt werden. Angegeben ist jeweils die orographische Lage der Mündung, die Länge, die Größe des Einzugsgebiets, die Höhenlage der Mündung und die Gewässerkennzahl.
| Name                       | Lage   | Länge in km | EZG in km² | Mündungshöhe in m ü. NHN | GKZ       |
| -------------------------- | ------ | ----------- | ---------- | ------------------------ | --------- |
| Bach aus dem Pestwald      | rechts | 1,8         | 2,507      | 299                      | 254618-2  |
| Schlangenbach              | links  | 1,2         | 1,239      | 277                      | 254618-32 |
| Geilbach                   | rechts | 1,1         | 0,909      | 270                      | 254618-34 |
| Ehrsbach                   | rechts | 0,6         | 0,703      | 269                      | 254618-36 |
| Krottelbach                | rechts | 3,6         | 4,723      | 268                      | 254618-4  |
| Bach aus dem Kirschengrund | links  | 1,0         | 0,788      | 268                      | 254618-52 |
| Weitersbach                | rechts | 1,7         | 2,077      | 253                      | 254618-6  |
| Habachgraben               | links  | 1,3         | 2,138      | 247                      | 254618-8  |

### Orte
Im Landkreis Kusel passiert der Ohmbach von seiner Quelle aus die Ortsgemeinden Selchenbach, Langenbach, Herschweiler-Pettersheim, Krottelbach, Ohmbach, Brücken, Schönenberg-Kübelberg und Gries. Die Ortsgemeinde Bruchmühlbach-Miesau rechts der Ohmbachmündung in den Glan gehört zum Landkreis Kaiserslautern.

## Umwelt
Der Ohmbach zählt zu den feinmaterialreichen, karbonatischen Mittelgebirgsbächen. Seine Gewässerstruktur ist überwiegend stark bis vollständig verändert. Die Gewässergüte wird im Oberlauf bis Herschweiler mit gering, im Mittellauf bis zum Ohmbachstausee mit mäßig und im Unterlauf mit kritisch belastet angegeben (Stand 2005).

## Verkehr
Die Quelle des Ohmbachs liegt etwa 100 m südlich der Bundesstraße 420 (St. Wendel–Kusel). Den Bach begleitet zunächst die von der B 420 abzweigende Kreisstraße 13 bis nach Langenbach, ab dessen Ortsende bis nach Brücken dann die von Konken herführende Landesstraße 350.